# Massala obvertens
Massala obvertens là một loài bướm đêm trong họ Erebidae.